# Radikal 160
Radikal 160 mit der Bedeutung „bitter“ ist eines von 20  der 214 traditionellen Radikale der chinesischen Schrift, die mit sieben Strichen geschrieben werden.
Mit 10 Zeichenverbindungen in Mathews’ Chinese-English Dictionary gibt es sehr wenige Schriftzeichen, die unter diesem Radikal im Lexikon zu finden sind.
Das Radikal nimmt nur in der Langzeichen-Liste traditioneller Radikale, die aus 214 Radikalen besteht, die 160. Position ein. In modernen Kurzzeichen-Wörterbüchern kann es sich an ganz anderer Stelle finden. Im Neuen chinesisch-deutschen Wörterbuch aus der Volksrepublik China steht es zum Beispiel an 186. Stelle.
辛 wurde früher bei gleicher Bedeutung auch ohne den unteren Horizontalstrich geschrieben.
Die Orakelknochenform stellt eine zweischneidige Waffe dar, die vornehmlich zur Sklavenfolter benutzt wurde, zum Beispiel, um Nasen, Ohren oder das Gesicht abzuschneiden.
Die Zeichen 童 (tong = Kind, eigentlich jedoch männlicher Sklave) und 妾 (qi = Nebenfrau, früher Sklavin) enthalten nicht 立 (li), sondern 辛 (xin) als Sinnträger-Komponente (und 童 tong darunter ein 重 zhong als Lautträger).
辛 (xin) hat etwas mit Bestrafung zu tun wie in 辜 (= Sühne). 辟 (bi = Herrscher, eigentlich Strafrecht) besteht aus den drei Komponenten 卩 (ji = kniender Mensch), 口 (kou Mund) und 辛 (xin). Die beiden letzteren verweisen auf die mündlich ausgesprochene 口 Bestrafung 辛. Der Zusatz 大 (da = groß) in 大辟 (dabi) macht aus dem Gesetz bzw. dem Herrscher die Todesstrafe.
Gebräuchlich ist heute die Wendung 辛苦 (xinku = mühsam). 辛 (xin) ist auch Mühsal erleiden.
Bisweilen tritt 辛 (xin) als Lautträger auf, zum Beispiel in 锌 (xin = Zink), 亲 (qin =  Blutsverwandter).

## Schriftzeichenverbindungen, die vom Radikal 160 regiert werden
| Striche | Zeichen           |
| ------- | ----------------- |
| +0      | 辛                |
| +05     | 辜 辝             |
| +06     | 辞 辟 辠          |
| +07     | 辡 辢 辣          |
| +08     | 辤                |
| +09     | 辥 辦 辧 辨 辩 辪 |
| +10     | 辫                |
| +11     | 辬                |
| +12     | 辭                |
| +14     | 辯                |

 Im Unicodeblock Kangxi-Radikale ist das Radikal 160 unter der Codepointnummer 12.191 (U+2F9F) codiert.